# Yasutaka Tsutsui
Yasutaka Tsutsui (jap. 筒井 康隆, Tsutsui Yasutaka; * 24. September 1934 in Osaka) ist ein japanischer Schriftsteller. Die meisten seiner über dreißig Romane und zahlreichen Kurzgeschichten gehören zur Science-Fiction-Literatur.

## Leben
Tsutsui absolvierte von 1953 bis 1957 die Dōshisha-Universität. 1960 gründete er mit seinen drei Brüdern das Science-Fiction-Magazin Null. Im Detektivmagazin Hoseki publizierte er kurze Zeit später seine erste Kurzgeschichte O-tasuke. Dies brachte ihm die Anerkennung des bekannten Schriftstellers Rampo Edogawa ein. Ab 1962 konzentrierte er sich wieder auf Science-Fiction.
In den 1970er Jahren veränderte er seinen Stil und experimentierte etwa mit Schwarzem Humor und Slapstick, was ihm eine breite Leserschaft einbrachte. Er wurde mehrmals für den Naoki-Preis nominiert und im Verlauf seiner Karriere mit zahlreichen Auszeichnungen bedacht: so etwa dreimal mit dem Seiun-Preis, 1987 mit dem Tanizaki-Jun’ichirō-Preis für Yumenokizaka Bungiten, 1989 mit dem Kawabata-Yasunari-Literaturpreis für Yoppatani e no kōka und 1999 mit dem Yomiuri-Literaturpreis für Watashi no Grampa. 1997 wurde er mit dem Ordre des Arts et des Lettres als Chevalier ausgezeichnet.
Weil Tsutsui Tabuthemen in seinen Werken anspricht und Sozialkritik vorbringt, wird er oftmals kritisiert, was von 1993 bis 1996 in einem Publikationsstreik seinerseits gipfelte.
Der Autor ist auch als Schauspieler tätig. Als solcher hatte er beispielsweise eine Nebenrolle im Horrorfilm Stacy – Angriff der Zombie-Schulmädchen (2001).
Mehrere seiner Werke wurden verfilmt, die bekanntesten davon sind zwei Animes. Sein Roman Paprika wurde 2006 von Satoshi Kon als gleichnamiger Animationsfilm umgesetzt. Im selben Jahr erschien die Zeichentrickverfilmung Das Mädchen, das durch die Zeit sprang, die auf seinem Roman Toki o Kakeru Shōjo basiert. Dieser wurde bereits zuvor zweimal als Realfilm umgesetzt. 2010 erschien eine weitere Realverfilmung des Stoffs von Masaaki Taniguchi, die sich jedoch ebenfalls nur lose an der literarischen Vorlage orientiert.
Zusammen mit Shin’ichi Hoshi und Sakyō Komatsu wird er zu den „Großen Drei“ der japanischen Science-Fiction-Literatur gerechnet. Tsutsuis Werk wurde ins Französische, Englische und Deutsche übersetzt. 2010 erhielt er den Kikuchi-Kan-Preis für seine schriftstellerisches Werk und Wirken.

## Werke (Auswahl)
- 1960 Otasuke (お助け), dt. „Hilfe“
- 1965 Yonjūhachioku no mōsō (48億の妄想)
  - Der Milliardenwahn – Prolog, dt. von Otto Putz, in: Hefte für Ostasiatische Literatur Nr. 5 (September 1986), iudicium, München, S. 45–55.
- 1965 Rappa wo fuku otōto (ラッパを吹く弟)
  - Mein Bruder, der Trompeter, dt. von Otto Putz, in: Hefte für Ostasiatische Literatur Nr. 11 (Juni 1991), iudicium, München, S. 64–66.
- 1967 Toki o kakeru shōjo (時をかける少女), dt. „Das Mädchen, das durch die Zeit sprang“
- 1969 Reichōrui minami e (霊長類南へ), dt. „Primaten wandern südwärts“
- 1972 Ore ni kansuru uwasa (おれに関する噂)
  - Man spricht über mich, dt. von Shingo Shimada, in: Ken Okura u. a. (Hrsg.): SF aus Japan. Goldmann, München 1982. ISBN 3-442-23403-4.
- 1974 Ore no chi wa tanin no chi (俺の血は他人の血)
  - Mein Blut ist das Blut eines anderen, dt. von Otto Putz, be.bra Verlag, Berlin 2006. ISBN 978-3-86124-902-3.
- 1975 Nanase futatabi (七瀬ふたたび)
- 1987 Saigo no kitsuensha (最後の喫煙者)
  - Der letzte Raucher, dt. von Otto Putz, in: Hefte für Ostasiatische Literatur Nr. 41 (November 2006), iudicium, München, S. 9–22.
- 1987 Yume no kizaka bungiten (夢の木坂分岐点)
- 1987 Tokio – 8. Tiefgeschoss (Hörspiel Hessischer Rundfunk)[4]
- 1990  Bungakubu Tadano kyōju (文学部唯野教授)
  - Professor Tadano an der philosophischen Fakultät, dt. von Stefan Wundt,  Alsterverlag, Hamburg 2011. ISBN 978-3-941808-03-4.
- 1993 Hitokui jinshu (人喰人種)
  - Der Stamm der Menschenfresser (Erzählung), dt. von Lisette Gebhardt, in: Verführerischer Adlerfarn. konkursbuch, Tübingen 1999. ISBN 3-88769-077-X.
- 1993 Papurika (パプリカ), dt. „Paprika“
- 1999 Watashi no gurampa (わたしのグランパ)